# Nunataki Janovskogo
Nunataki Janovskogo är en nunatak i Antarktis. Den ligger i Östantarktis. Norge gör anspråk på området. Toppen på Nunataki Janovskogo är 347 meter över havet.
Terrängen runt Nunataki Janovskogo är platt åt sydost, men åt nordväst är den kuperad. Trakten är obefolkad. Det finns inga samhällen i närheten.